# Parc national d'Acadia
Pour les articles homonymes, voir Acadie (homonymie).
Le parc national d'Acadia (Acadia National Park) préserve une grande partie de l'île des Monts Déserts, et les îles associées au large de la côte atlantique du Maine. La zone inclut des montagnes, la côte et des lacs. 

## Situation géographique

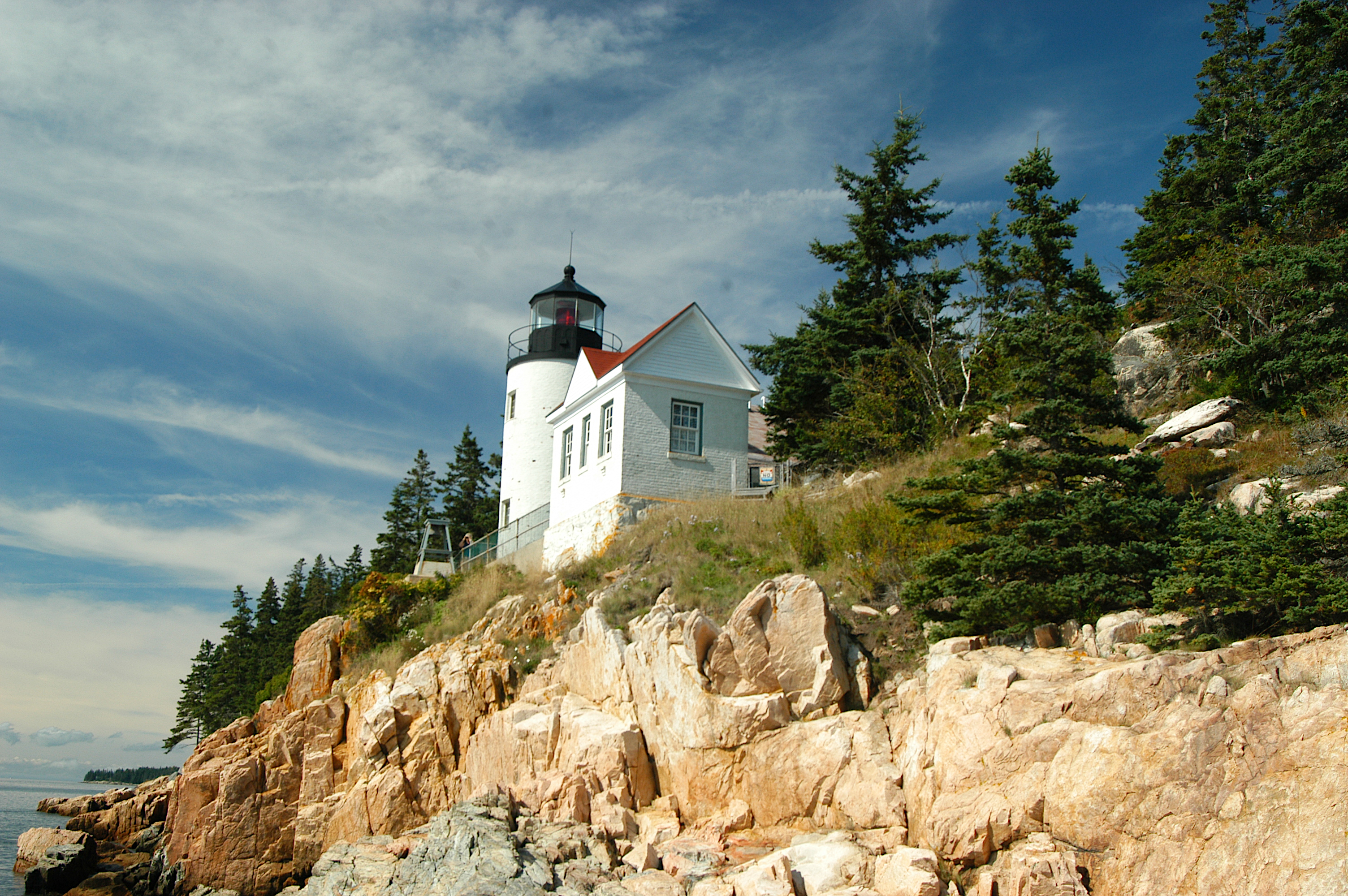
Bass Harbor, Acadia National Park.

En plus de l'île des Monts Déserts, le parc comprend l'Isle au Haut, une petite île située au sud-ouest de l'île des Monts Déserts. Une portion de la péninsule de Schoodic du continent fait aussi partie du parc. Le parc national Acadia s’étend sur un total de 198,6 km² au 31 décembre 2017. Cette surface comprend 123 km² sur l’île des Monts Déserts, 11 km² sur l’île au Haut, et 9,6 km² sur la péninsule Schoodic. La ville de Bar Harbor est située à l'extrémité nord-est de l'île des Monts Déserts. Du côté est de l'île, Cadillac Mountain est une destination touristique connue car c'est l'un des premiers lieux des États-Unis où l'on peut voir le lever du soleil. Des kilomètres de routes pittoresques furent construites par John Davison Rockefeller Junior tout en respectant les arbres et les contours de la région.

## Histoire du parc national
Le parc a été créé comme Sieur de Monts National Monument le 8 juillet 1916 (en l'honneur de Pierre Du Gua, sieur de Monts) et administré par le National Park Service. Le 26 février 1919, il devint un parc national et prit le nom de Lafayette National Park en l'honneur du marquis de Lafayette. Il a pris le nom d'Acadia National Park le 19 janvier 1929.

## Géologie

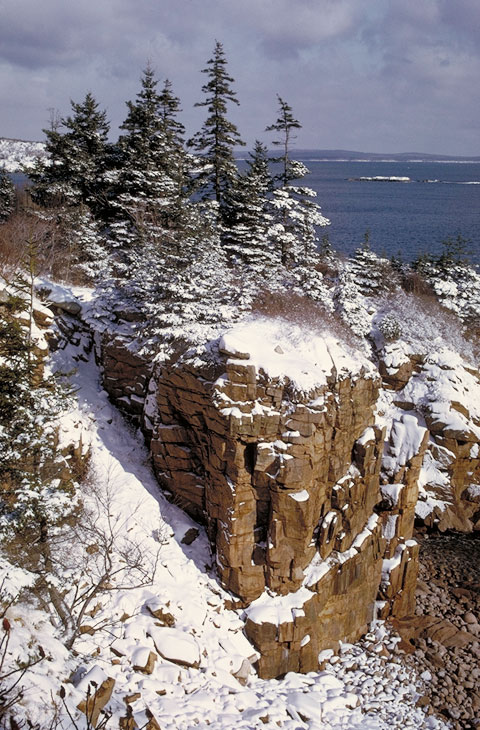
Le parc en hiver.

Le parc couvre une très ancienne région granitique, sans doute d'âge précambrien pour les roches les plus anciennes (granites roses ou gris), avec quelques intrusions volcaniques (diorite par exemple) et par endroits une couverture sédimentaire datant de 500 millions d'années pour les roches les plus anciennes et métamorphisée en gneiss et schistes. 
Toutes ces roches ont subi différents types d'érosion :
- l'érosion glaciaire, notamment au Pléistocène, il y a deux millions d'années, lorsque la région était recouverte de 1 600 mètres de glace. L'érosion par les glaciers est à l'origine des roches polies et moutonnées, des fjords et des lacs ;
- l'érosion maritime qui, en creusant les failles et diaclases de la  roche, a conféré à la côte son aspect déchiqueté ;
- la cryoclastie, fragmentation de la roche sous l'effet du gel se dilatant dans les fissures.

## Écosystème
Le parc abrite un espace vallonné ou se mêlent forêts, lacs, ruisseaux, collines, prairies et plages. Il préserve la beauté sauvage d'une portion de la côte rocheuse qui borde l’État du Maine, avec ses montagnes littorales, ses îles et ses lacs. Unique parc national du Nord-Est des États-Unis, il est un point de rencontre entre l'océan et la montagne glaciaire. Il se compose de trois parties :
- sur l'île principale (île des Monts Déserts) se trouve la station balnéaire de Bar Harbor, d'où on peut accéder à l'île de Bar Island à pied à marée basse, et où on trouve de superbes plages sauvages avec des montagnes en arrière-plan. On y voit le mont Cadillac, haut de 466 mètres, plus haute montagne de la côte est des États-Unis, ainsi que le phare de Bass Harbor.
- à Northeast Harbor, on peut voir la demeure « Petite Plaisance » de l'écrivain Marguerite Yourcenar, restée intacte, où elle vécut de 1950 à sa mort en 1987 et ou elle écrivit en 1951 Les Mémoires d'Hadrien.
- la partie du parc située à l'ouest sur la péninsule de Schoodic, près de Winter Harbor et l'Isle au Haut, comprend de nombreuses routes pittoresques construites dans les années 1920 par Rockefeller Junior.

## Vie sauvage

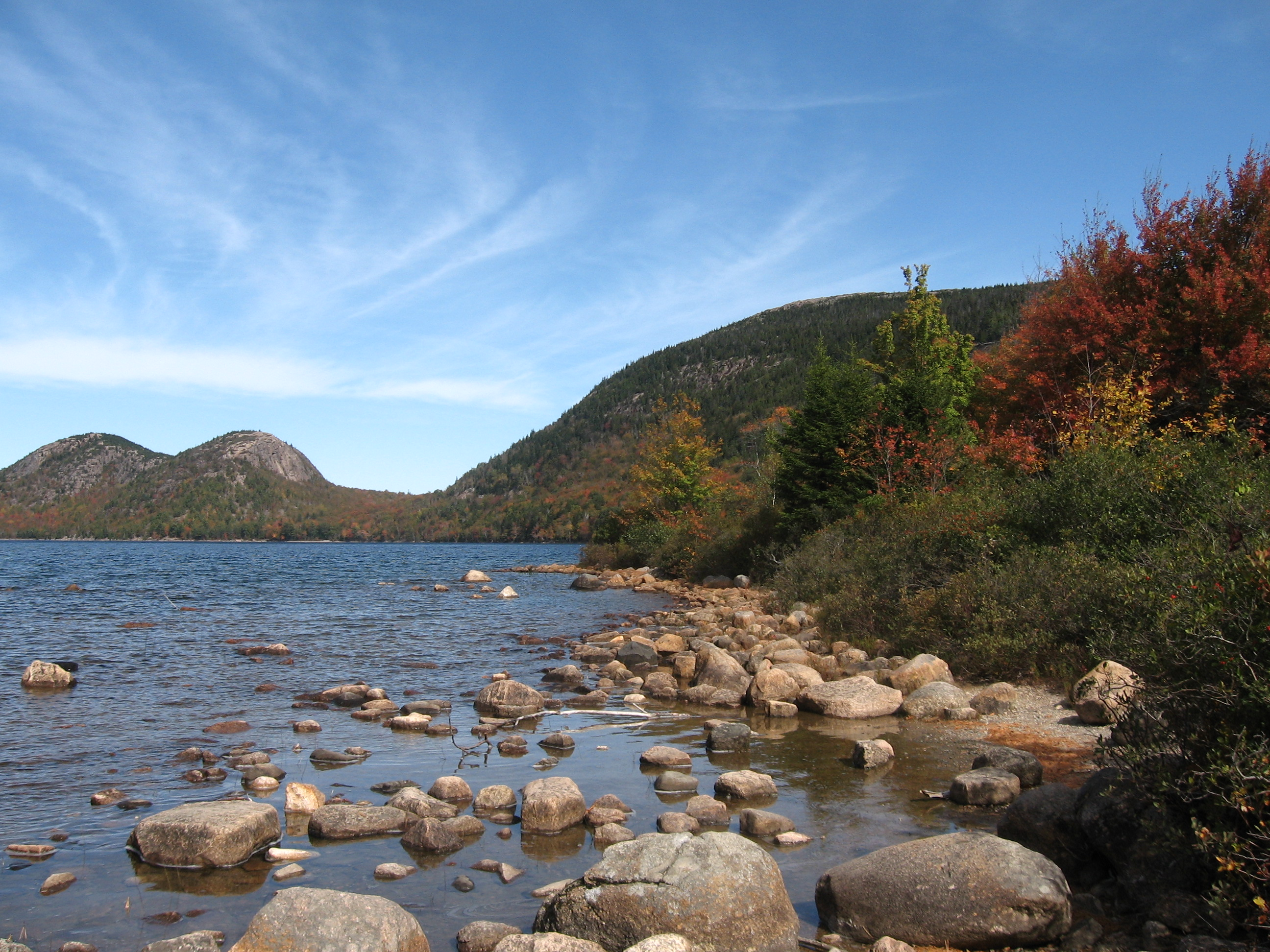
Jordan Pond, Acadia National Park.

Le parc possède de nombreuses espèces d'animaux très variées.
Ce parc abrite environ 40 espèces de mammifères sauvages. On peut citer parmi ces espèces l'écureuil (gris et roux), le tamia (aussi appelé chipmunk), le cerf de Virginie, l'orignal, le castor, le porc-épic, le rat musqué, le renard, le coyote, le lynx, et le baribal (ou ours noir). On pouvait autrefois aussi y croiser des pumas et des loups gris, mais ces prédateurs ont disparu de la région à cause de la raréfaction de leurs proies, mais aussi et surtout à cause de la pression humaine. On compte en outre un nombre record de 338 espèces d'oiseaux, dont 23 espèces de parulines (passereaux ressemblant à des fauvettes), de nombreux rapaces (comme le balbuzard et le faucon pèlerin), et des espèces aquatiques (hérons, canards, bécasseaux, etc.).
Plus de 1 100 espèces de végétaux vasculaires existent dans Acadia National Park, malgré un sol acide, rocheux et pauvre en nutriments. On compte parmi elles 25 espèces considérées comme rares. Il y a aussi de nombreuses espèces de végétaux non vasculaires (mousses, lichens, algues).

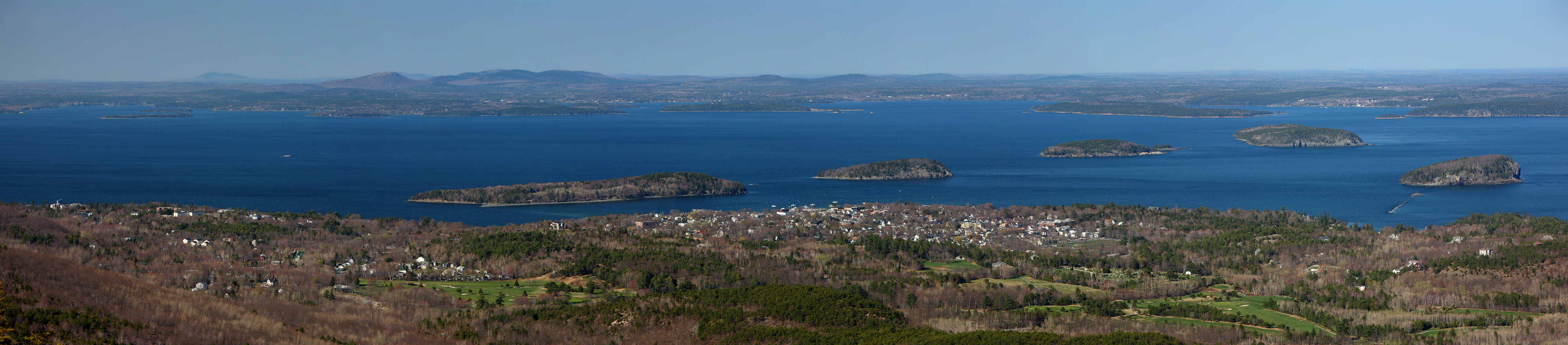
Vue de la Frenchman Bay et du parc national d'Acadia depuis le sommet du mont Cadillac.